# 钱钧
钱钧（1905年5月2日—1990年4月13日），原名钱运彬，河南光山县南乡店区土楼乡钱家湾村人。中国人民解放军开国中将，1955年获一级八一勋章、一级独立自由勋章、一级解放勋章，1988年获一级红星功勋荣誉章。

## 生平
出生贫农家庭，三代10余口人只有7亩薄田，靠租种地主土地维生。8岁多离家跟一位漆匠学壁绘，后学打铁、钉掌、骟马等手艺。不到13投奔少林寺为俗家弟子。1925年春到汉口一家铸铁厂当翻砂工。1927年4月由董必武介绍加入共产党。1927年11月13日参加黄（安）麻（城）起义，失败后只剩下钱钧等72人。回家乡光山县殷区开展农民运动。1929年4月10日发动殷区农民起义成功。
1975年8月，中央军委批准钱钧离休。1983年10月中央军委批准其享受大军区正职待遇。 